# TORCH症候群
TORCH症候群（トーチしょうこうぐん、TORCH group）とは、母体の症状は軽微であるのに対して、妊娠中の感染によって胎児に奇形または重篤な母子感染症を引き起こす恐れのある疾患の米国研修医の覚え方である。
以下の英語の頭文字をとって名付けられている。
- Toxoplasmosis（Toxoplasma gondii による先天性トキソプラズマ症）
- Other（その他多く：B型肝炎ウイルス、パルボウイルスB19、コクサッキーウイルス、EBウイルス、水痘・帯状疱疹ウイルス、梅毒など）
- Rubella（風疹ウイルスによる先天性風疹症候群）
- Cytomegalovirus（サイトメガロウイルスによる先天性サイトメガロウイルス感染症）
- Herpes simplex virus（単純ヘルペスウイルスによる先天性ヘルペスウイルス感染症）

TORは経胎盤感染を、ORCは感音性難聴を起こす。感染者が見逃される事も多く、スクリーニングの体制が不充分であると指摘されている。